# Aas (eenheid)
De aas  is een oude, traditionele Nederlandse eenheid van gewicht. De benaming aas dankt de eenheid aan het Latijnse "as", een munteenheid en gewichtsnaam. In Nederland varieerde de waarde van een aas per regio. De Amsterdamse aas woog 0,048 gram.
1 pond = 16 ons = 32 lood = 320 engels = 10240 aas

## Metriek
Onder het Nederlands metriek stelsel was een aas ook wel de benaming voor een milligram (0,001 gram).
Nederlandse gezegdes met aas:
- als hij maar een aasje moed heeft
- een aasje vermoeden zien schemeren
- ’t kan me geen aasje schelen